# Argyresthia denudatella
Argyresthia denudatella is een vlinder uit de familie van de pedaalmotten (Argyresthiidae). De wetenschappelijke naam van de soort werd in 1847 gepubliceerd door Philipp Christoph Zeller.